# Jump (песня Blackpink)
«Jump» (кор. 뛰어) — песня южнокорейской гёрл-группы Blackpink. Она издана лейблом YG Entertainment 11 июля 2025 года в качестве предварительного сингла с предстоящего третьего студийного альбома группы. 5 июля группа впервые исполнила её во открытия мирового тура Deadline World Tour на стадионе Коян (Южная Корея).
Песня достигла первого места в Billboard Global 200, а также в Малайзии, Сингапуре, Тайване, Таиланде и Вьетнаме, а также вошла в десятку лучших в Австрии, Чехии, Германии, Гонконге, Индонезии, Литве, Люксембурге, Перу, на Филиппинах и в Швейцарии.

## Предыстория и релиз
19 февраля 2025 года Blackpink объявили даты мирового тура, начинающегося в июле, который, как позже выяснилось, будет называться Deadline World Tour. 9 июня YG Entertainment подтвердили, что группа снимает новый клип с 6 июля в Сеуле с «известным зарубежным режиссёром». 23 июня лейбл объявил, что Blackpink представят свой камбэк-сингл на первом концерте тура 5 июля. 1 июля группа запустила интерактивный веб-сайт с картой Сеула; два места были отмечены на карте заглавными буквами с надписью «Не прыгать» с перечёркнутым розовой краской словом «Не прыгать». 4 июля Blackpink выпустили тизерное видео с подписью «Готовы к прыжку?», в котором представили свою новую песню.
Во время открытия мирового тура Deadline World Tour на стадионе Коян (Южная Корея). 5 июля Blackpink представили песню «Jump» и исполнили её на сцене. На концерте Дженни объявила, что песня выйдет на стриминговых платформах позже на этой неделе. 7 июля Blackpink выпустили тизер музыкального видеоклипа, подтвердив дату релиза песни — 11 июля 2025 года. «Jump» был выпущен в цифровом формате 11 июля компанией YG Entertainment в рамках нового дистрибьюторского партнерства с The Orchard, которое заменило предыдущего дистрибьютора группы Interscope Records. Это первый релиз группы за два года и 10 месяцев с момента выхода их второго студийного альбома Born Pink (2022), не считая саундтрека к видеоигре «The Girls», вышедшего в 2023 году.

## Композиция
«Jump» — это динамичный хардстайл и дэнс-поп-гимн, сочетающий в себе элементы клубной музыки, синти-попа, европейского техно и EDM, что является смелым отходом от обычного звучания группы, ориентированного на поп-музыку. Согласно пресс-релизу YG Entertainment, песня начинается с «резкого гитарного риффа, вызывающего ощущение вестерна, задавая яркий, кинематографический тон». Трек описывается как заметное изменение предыдущего музыкального стиля группы и отличается «захватывающим припевом». В лирическом плане песня «Jump» посвящена силе ночного отдыха с подругами. Песня начинается с того, что Розэ и Джису рассказывают предполагаемому бывшему возлюбленному о диком чувстве, которое порой охватывает их. В припеве Дженни и Лиса призывают всех выбежать на танцпол и попрыгать. Второй куплет посвящён сестринству, ведущему к освобождению девушек, после чего в припеве повторяется тема женщин, танцующих и выражающих свои чувства прыжками.

## Музыкальное видео
Тизер музыкального видеоклипа «Jump» был выпущен 7 июля 2025 года, до официального релиза клипа 11 июля. Тизер начинается с панорамного обзора городского пейзажа с билбордами каждой из участниц группы. Камера показывает кирпичную стену с изображением Blackpink и группу, стоящую перед ним в чёрных костюмах. Режиссёром клипа выступил Дэйв Мейерс. YG Entertainment описали музыкальное видео как демонстрацию влияния и истории Blackpink как группы, подчеркнув «идеальную синергию» участников группы после их воссоединения спустя два года и 10 месяцев.

## Живые исполнения
«Jump» был включён в сет-лист мирового тура Blackpink Deadline World Tour, который стартовал 5 июля.

## Награды и номинации
На южнокорейских музыкальных программах сингл «Jump» завоевал несколько первых мест.
| Программа     | Дата         | Ссылка |
| ------------- | ------------ | ------ |
| M Countdown   | 17 июля 2025 | [ 23 ] |
| M Countdown   | 24 июля 2025 | [ 24 ] |
| M Countdown   | 31 июля 2025 | [ 25 ] |
| Show Champion | 23 июля 2025 | [ 26 ] |

## Персонал

### Blackpink
| - Джису - Дженни - Розэ - Лиса |

## Чарты

### Еженедельные чарты
| Чарт (2025)                              | Высшая позиция |
| ---------------------------------------- | -------------- |
| Австралия (ARIA)                         | 12             |
| Беларусь (TopHit)                        | 95             |
| Австрия (Ö3 Austria Top 40)              | 6              |
| Бельгия/Фландрия (Ultratop 50)           | 42             |
| Бельгия/Валлония (Ultratop 50)           | 47             |
| Канада (Billboard Canadian Hot 100)      | 19             |
| Чехия (Singles Digitál Top 100)          | 6              |
| Франция (SNEP)                           | 21             |
| Германия (GfK)                           | 8              |
| Мир (Billboard Global 200)               | 1              |
| Гонконг (Billboard Hong Kong Songs)      | 2              |
| Венгрия (Single Top 40)                  | 14             |
| Индонезия (IFPI)                         | 2              |
| Ирландия (IRMA)                          | 18             |
| Япония (Japan Hot 100)                   | 8              |
| Япония (Combined Singles (Oricon)        | 13             |
| Нидерланды (Dutch Top 40)                | 18             |
| Нидерланды (Single Top 100)              | 20             |
| Малайзия (IFPI)                          | 1              |
| Новая Зеландия (Recorded Music NZ)       | 13             |
| Норвегия (IFPI Norge)                    | 62             |
| Сингапур (RIAS)                          | 1              |
| Республика Корея (Circle Download Chart) | 3              |
| Швеция (Sverigetopplistan)               | 44             |
| Швейцария (Schweizer Hitparade)          | 6              |
| Китайская Республика (Billboard)         | 1              |
| Таиланд (IFPI)                           | 1              |
| Великобритания (OCC UK Singles)          | 18             |
| Великобритания (OCC UK Indie)            | 2              |
| США (Billboard Hot 100)                  | 28             |
| США (Billboard Hot Dance/Pop Songs)      | 2              |
| США (Billboard Pop Airplay)              | 23             |
| Вьетнам (IFPI)                           | 1              |
| Вьетнам (Vietnam Hot 100)                | 1              |

## История релиза
| Регион | Дата         | Формат                     | Лейбл            | Ссылка        |
| ------ | ------------ | -------------------------- | ---------------- | ------------- |
| Мир    | 11 июля 2025 | цифровые загрузки стриминг | YG               | [ 19 ] [ 61 ] |
| США    | 16 июля 2025 | Contemporary hit radio     | YG The Orchard   | [ 62 ]        |
| Италия | 31 июля 2025 | Радиоротация               | The Orchard Sony | [ 63 ]        |